# 新田貞靖
新田 貞靖（にった さだやす）は、江戸時代後期の高家旗本。由良家11代当主。維新以前は由良 貞靖を名乗った。

## 生涯
天明5年（1785年）、陸奥国守山藩3代藩主・松平頼亮の四男または五男として誕生。文化11年（1814年）3月27日、由良貞陰の養子となった。同年7月22日、貞陰の隠居により家督を相続する。同年9月22日、11代将軍・徳川家斉に御目見し、表高家となる。
文政2年12月24日（1820年）、高家職に就任し、諸大夫と成り改名を命ぜられ、名乗りを久之助から播磨守と改める。天保13年（1842年）5月15日、従四位下に昇進する。嘉永5年（1852年）5月26日、高家肝煎となり、役料800俵を賜る。嘉永7年（1854年）2月18日、従四位上。文久3年（1863年）12月21日、高家肝煎を辞し、雁之間高家末席となる。元治元年（1864年）7月29日、養子・貞時に家督を譲る。その際500俵を隠居料として賜る。
慶応4年（1868年）、隠居の身ながら家臣と協議し、新田姓に復することを決議する。貞時と共に新田姓となり、「新田四位侍従」と呼称された。
明治2年（1869年）2月9日、死去。享年85。法名は徳勝院殿施道良門大居士。
菩提寺は、新田由良家歴代と同じく芝二本榎の國昌寺。

## 系譜
- 父：松平頼亮（1744-1801）
- 母：川上氏
- 養父：由良貞陰（?-1840）
- 室：不詳
  - 女子：新田貞時正室
- 養子
  - 男子：新田貞時（1820-1873） - 森忠敬の五男